# Frank P. Ramsey
Frank Plumpton Ramsey, född 22 februari 1903 i Cambridge, död 19 januari 1930 i London, var en brittisk matematiker, filosof och ekonom.

## Biografi
Ramsey föddes i Cambridge, där hans far var vicerektor för Magdalene College. 1915 inledde han studier vid Winchester College i Hampshire och återvände därifrån 1920 med ett nyvunnet stipendium till Cambridge för att studera matematik vid Trinity College. Dessa studier avslutades 1923.
Fastän Ramseys huvudämne var matematik, blev han vartefter alltmer intresserad av filosofiska frågor; och inte minst av filosofiska frågor som hade en anknytning till logiken och matematiken. Den analytiska filosofin, som i stor utsträckning hade utvecklats av filosofer med en logisk-matematisk bakgrund, som Gottlob Frege och Bertrand Russell passade således Ramsey som hand i handsken.
Ett analytisk-filosofiskt verk som hade en stor inverkan på Ramsey var Ludwig Wittgensteins Tractatus Logico-Philosophicus. Detta verk intresserade Ramsey så pass mycket att han 1923 for till Österrike för att träffa Wittgenstein. Wittgenstein hade vid denna tid slutat att arbeta som filosof, och arbetade istället som folkskollärare i en liten by, eftersom han menade sig ha "i det väsentliga ha löst [filosofins] problem" (i Tractatus). Ramsey lyckades dock övertyga Wittgenstein om att så inte var fallet, och så småningom började Wittgenstein delta på vissa av Wienkretsens möten. Senare, 1929, återvände Wittgenstein helt och fullt till den akademiska filosofin, mycket tack vare Ramsey, när han tog upp en professorsstol vid Cambridge.
Efter att Ramsey återvänt till England 1924 fick han ett stipendium och kunde börja arbeta som forskare och lärare ("fellow"). Vid denna tid inleddes hans akademiska karriär, med publikationer i en rad ämnen. Ramsey skrev bland annat flera arbeten där han utvecklade matematiska modeller inom nationalekonomin.
Han var påläst inom många olika ämnen och var intresserad av det mesta. Han var, enligt sin fru, en "militant ateist". 